# Astragalus calamistratus
Astragalus calamistratus är en ärtväxtart som beskrevs av Dieter Podlech. Astragalus calamistratus ingår i släktet vedlar, och familjen ärtväxter. Inga underarter finns listade i Catalogue of Life.